# Fabrizio Barbazza
Fabrizio Barbazza, italijanski dirkač Formule 1, * 2. april 1963, Monza, Lombardija, Italija.

## Življenjepis
Debitiral je v sezoni 1991, ko je nastopil na dvanajstih dirkah z dirkalniki AGS JH25, AGS JH25B in AGS JH27 moštva Automobiles Gonfaronnaises Sportives, toda nikoli se mu ni uspelo kvalificirati na dirko. V naslednji sezoni 1992 je dirkal v ameriški seriji CART, kjer se mu je na štirih dirkah enkrat uspelo uvrstiti med dobitnike točk. V sezoni 1993 pa je ponovno nastopal v Formuli 1. Na prvih osmih dirkah sezone je z dirkalnikom Minardi M193 moštva Minardi Team ob kar petih odstopih dosegel dve šesti mesti na Velikih nagradah Evrope in San Marina, kar sta njegova najboljša rezultata kariere in edini uvrstitvi med dobitnike točk.

## Popolni rezultati Formule 1
(legenda) (odebeljene dirke pomenijo najboljši štartni položaj, poševne pa najhitrejši krog, †-uvrščen kljub odstopu)
| Leto | Moštvo                               | Šasija       | Motor       | 1       | 2       | 3       | 4       | 5       | 6       | 7       | 8       | 9        | 10       | 11       | 12       | 13       | 14       | 15  | 16  | Prv | Toč |
| ---- | ------------------------------------ | ------------ | ----------- | ------- | ------- | ------- | ------- | ------- | ------- | ------- | ------- | -------- | -------- | -------- | -------- | -------- | -------- | --- | --- | --- | --- |
| 1991 | Automobiles Gonfaronnaises Sportives | AGS JH25     | Cosworth V8 | ZDA     | BRA     | SMR DNQ | MON DNQ | KAN DNQ | MEH DNQ |         |         |          |          |          |          |          |          |     |     | -   | 0   |
| 1991 | Automobiles Gonfaronnaises Sportives | AGS JH25B    | Cosworth V8 |         |         |         |         |         |         | FRA DNQ | VB DNQ  | NEM DNPQ | MAD DNPQ | BEL DNPQ | ITA DNPQ |          |          |     |     | -   | 0   |
| 1991 | Automobiles Gonfaronnaises Sportives | AGS JH27     | Cosworth V8 |         |         |         |         |         |         |         |         |          |          |          |          | POR DNPQ | ŠPA DNPQ | JAP | AVS | -   | 0   |
| 1993 | Minardi Team                         | Minardi M193 | Ford V8     | JAR Ret | BRA Ret | EU 6    | SMR 6   | ŠPA Ret | MON 11  | KAN Ret | FRA Ret | VB       | NEM      | MAD      | BEL      | ITA      | POR      | JAP | AVS | 19. | 2   |